# Iain Brambell
Iain Brambell (Brentwood Bay, 10 de noviembre de 1973) es un deportista canadiense que compitió en remo. Está casado con la remera Laryssa Biesenthal.
Participó en tres Juegos Olímpicos de Verano, obteniendo una medalla de bronce en Pekín 2008, en la prueba de cuatro sin timonel ligero, el séptimo lugar en Sídney 2000 y el quinto en Atenas 2004, en la misma prueba.
Ganó una medalla de bronce en el Campeonato Mundial de Remo de 2002, en el cuatro sin timonel ligero.

## Palmarés internacional
| Juegos Olímpicos   | Juegos Olímpicos | Juegos Olímpicos  | Juegos Olímpicos          |
| Año                | Lugar            | Medalla           | Prueba                    |
| ------------------ | ---------------- | ----------------- | ------------------------- |
| 2008               | Pekín (China)    | Medalla de bronce | Cuatro sin timonel ligero |
| Campeonato Mundial |                  |                   |                           |
| Año                | Lugar            | Medalla           | Prueba                    |
| 2002               | Sevilla (España) | Medalla de bronce | Cuatro sin timonel ligero |